# Music (album de Mika Nakashima)
Pour les articles homonymes, voir Music.
Albums de Mika Nakashima
Love
(2003) Yes
(2007)
EPs par Mika Nakashima
Oborozukiyo: Inori
(2004)
Compilations par Mika Nakashima
Best
(2005)
Albums par Mika Nakashima
The End
(2006)
Singles
Music est le 3e album de Mika Nakashima, ou son 5e si l'on compte ses deux mini albums. Il est sorti sous le label Sony Music Associated Records le 9 mars 2005 au Japon. Il atteint la 1re place du classement de l'Oricon. Il se vend à 231 521 exemplaires la première semaine, et reste classé 33 semaines, pour un total de 547 148 exemplaires vendus. C'est son troisième album consécutif à arriver à la 1re place du classement de l'Oricon.

## Liste des titres
Toutes les paroles sont écrites par Mika Nakashima, à moins qu'autrement ait noté.
| 1.  | Sakurairo Mau Koro (桜色舞うころ, Lorsque la cerise danse)                        | Minako Kawae                                             | Minako Kawae                                       | Satoshi Takebe                    | 4:58 |
| 2.  | Oborozukiyo: Inori (朧月夜~祈り, Nuit d'une lune brumeuse ~ Prière) (朧月夜~祈り) | Tatsuyuki Takano, Mika Nakashima (paroles additionnelle) | Teiichi Okano, Taro Hakase (musique additionnelle) | Taro Hakase                       | 6:03 |
| 3.  | Hi no Tori (火の鳥, Firebird)                                                     | Reiko Yukawa                                             | Hidekazu Uchiike                                   | Keiichi Tomita                    | 4:35 |
| 4.  | Kumo no Ito (蜘蛛の糸, Fil D'araignee)                                            |                                                          | Yoshiko Goshima                                    | Toshiyuki Mori                    | 5:57 |
| 5.  | Rocking Horse                                                                     | mmm.31f.jp, Mika Nakashima                               | Lensei                                             | Yasuharu Konishi (Pizzicato Five) | 3:41 |
| 6.  | Carrot & Whip                                                                     |                                                          | Yoshiko Goshima                                    | Chokkaku                          | 5:24 |
| 7.  | Shadows of you                                                                    | Mika Nakashima, Lori Fine (Coldfeet)                     | Celetia Martin (Big Life Music)                    | Takefumi Haketa                   | 4:28 |
| 8.  | Legend (Main)                                                                     |                                                          | Yasunari Okano                                     | Coldfeet                          | 5:49 |
| 9.  | Hemlock (ヘムロック)                                                              |                                                          | Kazuo Yoda                                         | Yoshito Tanaka                    | 6:46 |
| 10. | Seven                                                                             |                                                          | Lori Fine (Coldfeet)                               | Coldfeet                          | 4:29 |
| 11. | Fake                                                                              | Mika Nakashima, Ayumi Miyazaki                           | Ayumi Miyazaki                                     | Ayumi Miyazaki                    | 5:16 |
| 12. | Fed up                                                                            |                                                          | Hiroshi Hayashi                                    | Takamune Negishi                  | 6:09 |
| 13. | Hitori (ひとり, solitaire)                                                        | Satomi                                                   | Ryouki Matsumoto                                   | Ken Shima                         | 5:53 |